# Кабель П-274
Кабель П-274 — лёгкий полевой кабель, предназначенный для обеспечения телефонной связи в тактическом звене, устройства абонентских линий сети внутренней связи на пунктах управления и линий дистанционного управления некоторыми радиостанциями.

## Конструкция

### П-274
Токопроводящая жила скручена из трёх стальных и четырёх медных проволок. Стальная в центре, вокруг неё чередуются две медные, одна стальная, две медные и одна стальная. Изоляция из светостабилизированного полиэтилена высокой плотности толщиной 0,5 мм.

### П-274М

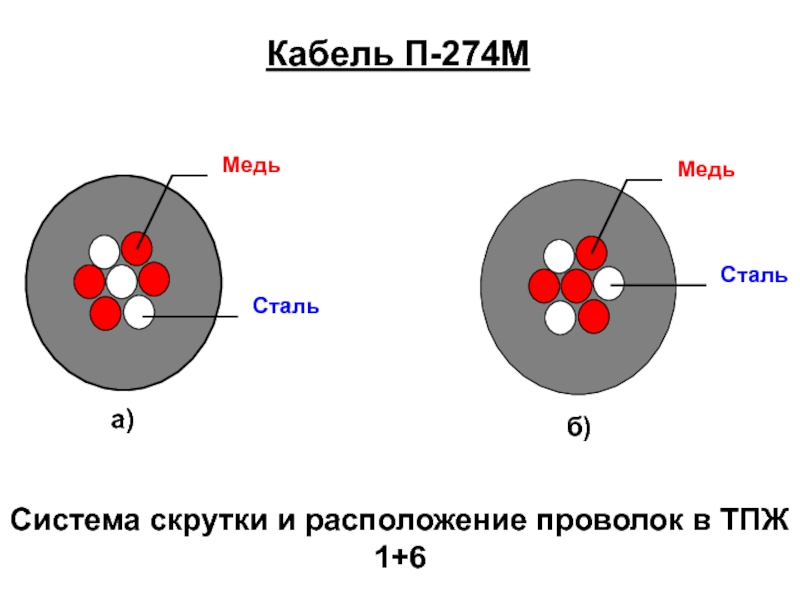

Токопроводящая жила скручена из трёх стальных и четырёх медных проволок. Стальная в центре, вокруг неё чередуются две медные, одна стальная, две медные и одна стальная. Есть защитное покрытие стальной проволоки из цинка, две токопроводящих жилы скручены между собой в пару. Изоляция из светостабилизированного полиэтилена высокой плотности толщиной 0,5 мм.

### П-274 МЛ
Стальная латунированная проволока в проводе обладает более высокими прочностными характеристиками, чем стальная оцинкованная, и повышает разрывное усилие на 20-25%. Схож с проводом ПРГИ, используемым для прокладки сетей с напряжением до 6 кВ.

## Применение
Кабель П-274 можно применять для обеспечения устройства линий дистанционного управления радиостанциями типа P-105, Р-140, Р-159, Р-161А2М и других радиостанций, схема которых позволяет обеспечивать их дистанционное управление по 2ПР линиям связи. Оптимальная дальность связи — 20-30 км, частотный спектр 16 кГц. Так же кабель применяется на автомобильных кранах с телескопической стрелой для подачи сигнала о предельном подъеме крюка и (или) приближения оголовка стрелы к проводам под напряжением.
Кабель обладает высокой прочностью к разрывным усилиям и воздействиям внешних факторов агрессивной среды. Кабели П-274М и П-274МЛ также предназначены для полевой связи и могут прокладываться в грунте, по земле, подвешиваться на опорах или местных предметах, допустима также кратковременная прокладка через водные преграды.
В разговорной речи часто применяется термин "полевик" или "полевка".

## Общие технические характеристики
- Диапазон температур эксплуатации: от -50° до +65°С[1] (или от -60 до +50°С)[2][4]
- Относительная влажность воздуха при температуре до +35°С: до 98%[1]
- Испытательное напряжение переменного тока на проход: 3 кВ
- Омическая асимметрия жил на длине 1 км: не более 3 Ом
- Сопротивление ТПЖ: не более 65 Ом/км
- Сопротивление изоляции после 1 часа пребывания в воде при 20°С: не менее 1000 МОм/км
- Разрывное усилие изолированной жилы: не менее 392 Н
- Строительная длина провода: 500[2][4] ± 10 м[1]
- Минимальный срок службы: 15 лет[2]
- Изоляция: полиэтилен[2]
- Минимальная наработка: 50 тысяч часов[4]

## Сравнительные характеристики разных моделей
|                                                              | П-274                      | П-274М     | П-274МЛ |
| ------------------------------------------------------------ | -------------------------- | ---------- | ------- |
| Электрическое сопротивление жилы при температуре 20°С, Ом/км | 125                        | менее 65   | 65      |
| Сопротивление изоляции при нахождении 1 час в воде, МОм/км   | не менее 100 (при 3 часах) | более 1000 | 1000    |
| Количество медных проловок в жиле                            | 4                          | 4          | 4       |
| Количество стальных проловок в жиле                          | 3                          | 3          | 3       |
| Максимальный диаметр изолированной жилы, мм                  | 2,3                        | 1,9—2,3    | 1,9—2,3 |
| Минимальная толщина изоляционно-защитной оболочки, мм        | 0,5                        | 0,5        | 0,5     |
| Наружный размер провода, мм                                  | 4,6                        | 4,6        | 4,6     |
| Кратность шага скрутки эл. жилы, мм                          | 20                         | 20         | 20      |
| Шаг скрутки изолированных жил в пару, мм                     | 80—100 мм                  | 80         | 80      |
| Диаметр медной проволоки МТ, мм                              | 0,3                        | 0,3        | 0,3     |
| Диаметр стальной проволоки МТ, мм                            | 0,3                        | 0,3        | 0,3     |
| Защитное покрытие стальной проволоки                         | капрон (для всех)          | цинк       | латунь  |
| Минимальное разрывное усилие изолированной жилы, кГс         | 40                         | 40         | 48      |
| Масса 1 км проводов                                          | 15                         | 15         | 14,7    |